# Mistrovství světa juniorů v ledním hokeji 2019
43. Mistrovství světa juniorů v ledním hokeji 2019 se konalo od 26. prosince 2018 do 5. ledna 2019 v kanadských městech Vancouver a Victoria. Juniorské mistrovství světa se v Kanadě konalo potřinácté.

## Stadiony
| Vancouver                     | Victoria                                      |
| Rogers Arena Kapacita: 18,910 | Save-On-Foods Memorial Centre Kapacita: 7,006 |
|                               |                                               |

## Herní systém
Ve dvou základních skupinách hrálo vždy pět týmů systémem každý s každým. Vítězství se počítalo za tři body, v případě nerozhodného výsledku si oba týmy připsaly bod a následovalo 5 min. prodloužení a v případě nerozhodného výsledku samostatné nájezdy. Tato kritéria rozhodovala o držiteli bonusového bodu.
Z obou skupin postoupila čtveřice mužstev, která si zahrála čtvrtfinále křížovým způsobem (vítězové skupin se čtvrtými týmy z opačných skupin, druzí si zahráli se třetími). Páté týmy základních skupin si zahrály spolu sérii na dva vítězné zápasy, poražené mužstvo ze série sestoupilo z elitní skupiny.
V playoff se v případě nerozhodného výsledku po základní hrací době prodlužovalo deset minut (ve finále dvacet), případně následovaly samostatné nájezdy. Vítěz zápasu postoupil dále.
V nižších divizích I, II a III byly týmy rozděleny podle výkonnosti do skupin A a B (ve III. divizi skupiny nejsou). Vítěz A skupiny I. divize postoupil mezi elitu, poslední sestoupil do B skupiny a nahradí jej v příštím ročníku vítěz skupiny B. Nejhorší tým B skupiny I. divize sestoupil do A skupiny II. divize, jejíž vítěz postoupil do B skupiny I. divize a poslední sestoupil do B skupiny. V B skupině II. divize postoupil vítěz do A skupiny a poslední sestoupil do III. divize, jejíž vítěz jej nahradil.

## Účastníci
Účast měla jako pořadatelská země jistou reprezentace Kanady a jako postupující tým z nižší skupiny Kazachstán. Dále se turnaje účastnila mužstva, která se umístila do 9. místa na MSJ 2018. Během šampionátu si zajistila postupem do čtvrtfinále účast mužstva Švédska, USA, Česka, Finsko, Švýcarska, Slovenska a Ruska. Poslední účastník vzešel ze souboje o udržení – Dánska.
| Účastníci            | Účastníci          | Účastníci           | Účastníci              | Účastníci               |
| Kanada Soupiska zde  | Česko Soupiska zde | Rusko Soupiska zde  | Švýcarsko Soupiska zde | Dánsko Soupiska zde     |
| Švédsko Soupiska zde | USA Soupiska zde   | Finsko Soupiska zde | Slovensko Soupiska zde | Kazachstán Soupiska zde |
| -------------------- | ------------------ | ------------------- | ---------------------- | ----------------------- |

### Skupina A

#### Tabulka
| Poř. | Tým       | Z | V | VP | PP | P | VG | OG | B  |
| ---- | --------- | - | - | -- | -- | - | -- | -- | -- |
| 1.   | Rusko     | 4 | 4 | 0  | 0  | 0 | 15 | 6  | 12 |
| 2.   | Kanada    | 4 | 3 | 0  | 0  | 1 | 23 | 5  | 9  |
| 3.   | Česko     | 4 | 1 | 1  | 0  | 2 | 8  | 8  | 5  |
| 4.   | Švýcarsko | 4 | 1 | 0  | 1  | 2 | 11 | 12 | 4  |
| 5.   | Dánsko    | 4 | 0 | 0  | 0  | 4 | 0  | 26 | 0  |

| 26. prosince 2018 13:00 | Česko | 2:1 po prodloužení 0:0, 1:1, 0:0 - 1:0 | Švýcarsko | Rogers Arena |  |

| Zpráva       |              |          |        |                                                                              |
| Lukáš Dostál | Lukáš Dostál | Brankáři |        | Rozhodčí: Kenny Anderson Andrew Bruggeman Čároví: Dmitri Golyak Peter Šefčík |
| 16 min       | 16 min       | Tresty   | 18 min | Rozhodčí: Kenny Anderson Andrew Bruggeman Čároví: Dmitri Golyak Peter Šefčík |
| 27           | 27           | Střely   | 27     | Rozhodčí: Kenny Anderson Andrew Bruggeman Čároví: Dmitri Golyak Peter Šefčík |

| 26. prosince 2018 17:00 | Kanada | 14:0 (3:0, 5:0, 6:0) | Dánsko | Rogers Arena |  |

| Zpráva           |                  |                                                              |              |                                                                              |
| Michael DiPietro | Michael DiPietro | Brankáři                                                     | Mads Søgaard | Rozhodčí: Tobias Bjork Maxim Sidorenko Čároví: Lauri Nikulainen Brian Oliver |
|                  |                  | 1:0 2:0 3:0 4:0 5:0 6:0 7:0 8:0 9:0 10:0 11:0 12:0 13:0 14:0 |              | Rozhodčí: Tobias Bjork Maxim Sidorenko Čároví: Lauri Nikulainen Brian Oliver |
| 6 min            | 6 min            | Tresty                                                       | 8 min        | Rozhodčí: Tobias Bjork Maxim Sidorenko Čároví: Lauri Nikulainen Brian Oliver |
| 45               | 45               | Střely                                                       | 14           | Rozhodčí: Tobias Bjork Maxim Sidorenko Čároví: Lauri Nikulainen Brian Oliver |

| 27. prosince 2018 13:00 | Rusko | 4:0 | Dánsko | Rogers Arena |  |

| Zpráva |  |          |  |                                                                              |
|        |  | Brankáři |  | Rozhodčí: Ken Anderson Lassi Heikkinen Čároví: Lauri Nikulainen Peter Šefčík |

| 27. prosince 2018 17:00 | Švýcarsko | 2:3 | Kanada | Rogers Arena |  |

| Zpráva |

| 28. prosince 2018 17:00 | Česko | 1:2 | Rusko | Rogers Arena |  |

| Zpráva |

| 29. prosince 2018 13:00 | Dánsko | 0:4 | Švýcarsko | Rogers Arena |  |

| Zpráva |

| 29. prosince 2018 17:00 | Kanada | 5:1 | Česko | Rogers Arena |  |

| Zpráva |

| 30. prosince 2018 17:00 | Švýcarsko | 4:7 | Rusko | Rogers Arena |  |

| Zpráva |

| 31. prosince 2018 13:00 | Dánsko | 0:4 | Česko | Rogers Arena |  |

| Zpráva |

| 31. prosince 2018 17:00 | Rusko | 2:1 | Kanada | Rogers Arena |  |

| Zpráva |

### Skupina B

#### Tabulka
| Poř. | Tým        | Z | V | VP | PP | P | VG | OG | B  |
| ---- | ---------- | - | - | -- | -- | - | -- | -- | -- |
| 1.   | Švédsko    | 4 | 3 | 1  | 0  | 0 | 16 | 8  | 11 |
| 2.   | USA        | 4 | 3 | 0  | 1  | 0 | 18 | 9  | 10 |
| 3.   | Finsko     | 4 | 2 | 0  | 0  | 2 | 12 | 7  | 6  |
| 4.   | Slovensko  | 4 | 1 | 0  | 0  | 3 | 15 | 14 | 3  |
| 5.   | Kazachstán | 4 | 0 | 0  | 0  | 4 | 5  | 28 | 0  |

| 26. prosince 2018 15:30 | USA | 2:1 (0:0, 0:1, 2:0) | Slovensko | Save-On-Foods Memorial Centre |  |

| Zpráva                                                         |                                                                |             |                          |                                                                            |
| Kyle Keyser                                                    | Kyle Keyser                                                    | Brankáři    | Samuel Hlavaj            | Rozhodčí: Jeff Ingram Mikael Sjoqvist Čároví: Maxime Chaput Dmitri Shishlo |
| Anderson (Jack Hughes) - 41:10 Barratt (Madden, Cates) - 45:42 | Anderson (Jack Hughes) - 41:10 Barratt (Madden, Cates) - 45:42 | 0:1 1:1 2:1 | 37:17 - Korenčík (Liška) | Rozhodčí: Jeff Ingram Mikael Sjoqvist Čároví: Maxime Chaput Dmitri Shishlo |
| 4 min                                                          | 4 min                                                          | Tresty      | 6 min                    | Rozhodčí: Jeff Ingram Mikael Sjoqvist Čároví: Maxime Chaput Dmitri Shishlo |
| 34                                                             | 34                                                             | Střely      | 14                       | Rozhodčí: Jeff Ingram Mikael Sjoqvist Čároví: Maxime Chaput Dmitri Shishlo |

| 26. prosince 2018 19:30 | Finsko | 1:2 (0:1, 0:1, 1:0) | Švédsko | Save-On-Foods Memorial Centre |  |

| Zpráva                          |                                 |             |                                                                                 |                                                                                    |
| Ukko-Pekka Luukkonen            | Ukko-Pekka Luukkonen            | Brankáři    | Adam Åhman                                                                      | Rozhodčí: Jonathan Alarie Yevgeni Romasko Čároví: Michael Harrington Balazs Kovacs |
| Talvitie (Kakko, Ylonen - 56:26 | Talvitie (Kakko, Ylonen - 56:26 | 0:1 0:2 1:2 | 13:14 - BrannStrom (Lundestrom, Boqvist) 23:55 - BrannStrom (Bemstrom, Boqvist) | Rozhodčí: Jonathan Alarie Yevgeni Romasko Čároví: Michael Harrington Balazs Kovacs |
| 14 min                          | 14 min                          | Tresty      | 6 min                                                                           | Rozhodčí: Jonathan Alarie Yevgeni Romasko Čároví: Michael Harrington Balazs Kovacs |
| 30                              | 30                              | Střely      | 30                                                                              | Rozhodčí: Jonathan Alarie Yevgeni Romasko Čároví: Michael Harrington Balazs Kovacs |

| 27. prosince 2018 15:30 | Slovensko | 2:5 (1:2, 0:1, 1:2) | Švédsko | Save-On-Foods Memorial Centre |  |

| Zpráva |

| 27. prosince 2018 19:30 | Finsko | 5:0 | Kazachstán | Save-On-Foods Memorial Centre |  |

| Zpráva |

| 28. prosince 2018 19:30 | Kazachstán | 2:8 | USA | Save-On-Foods Memorial Centre |  |

| Zpráva |

| 29. prosince 2018 15:30 | Slovensko | 1:5 (0:2, 1:2, 0:1) | Finsko | Save-On-Foods Memorial Centre |  |

| Zpráva |

| 29. prosince 2018 19:30 | Švédsko | 5:4 po prodloužení | USA | Save-On-Foods Memorial Centre |  |

| Zpráva |

| 30. prosince 2018 19:30 | Kazachstán | 2:11 (0:6, 1:3, 1:2) | Slovensko | Save-On-Foods Memorial Centre |  |

| Zpráva |

| 31. prosince 2018 15:30 | Švédsko | 4:1 (3:0, 0:0, 1:1) | Kazachstán | Save-On-Foods Memorial Centre |  |

| Zpráva |

| 31. prosince 2018 19:30 | USA | 4:1 (1:0, 2:0, 1:1) | Finsko | Save-On-Foods Memorial Centre |  |

| Zpráva |

## O udržení
Série na dvě vítězná utkání,  Dánsko sestoupilo do skupiny A I. divize pro rok 2020
| 2. ledna 2019 | Kazachstán | 4:3 (2:1, 1:0, 1:2) | Dánsko | Rogers Arena |  |

| Report |

| 4. ledna 2019 18:00 | Dánsko | 0:4 (0:2, 0:0, 0:2) | Kazachstán | Rogers Arena |  |

| Report |

## Play-off

### Pavouk
|  | Čtvrtfinále 1 |               |               |  |    |              |              |              |  |               |               |               |   |
|  | A1            | Rusko         | 8             |  |    |              |              |              |  |               |               |               |   |
|  | B4            | Slovensko     | 3             |  |    | Semifinále 1 | Semifinále 1 | Semifinále 1 |  |               |               |               |   |
|  |               |               |               |  |    | A1           | Rusko        | 1            |  |               |               |               |   |
|  | Čtvrtfinále 2 | Čtvrtfinále 2 | Čtvrtfinále 2 |  | B2 | USA          | 2            |              |  |               |               |               |   |
|  | B2            | USA           | 3             |  |    |              |              |              |  |               |               |               |   |
|  | A3            | Česko         | 1             |  |    |              |              |              |  | Finále        | Finále        | Finále        |   |
|  |               |               |               |  |    |              |              |              |  |               | B2            | USA           | 2 |
|  | Čtvrtfinále 3 | Čtvrtfinále 3 | Čtvrtfinále 3 |  |    |              |              |              |  |               | B3            | Finsko        | 3 |
|  | B4            | Švýcarsko     | 2             |  |    |              |              |              |  |               |               |               |   |
|  | A1            | Švédsko       | 0             |  |    | Semifinále 2 | Semifinále 2 | Semifinále 2 |  | Zápas o bronz | Zápas o bronz | Zápas o bronz |   |
|  |               |               |               |  |    | A4           | Švýcarsko    | 1            |  | A1            | Rusko         | 5             |   |
|  | Čtvrtfinále 4 | Čtvrtfinále 4 | Čtvrtfinále 4 |  | B3 | Finsko       | 6            |              |  | A4            | Švýcarsko     | 2             |   |
|  | A2            | Kanada        | 1             |  |    |              |              |              |  |               |               |               |   |
|  | B3            | Finsko        | 2 (PP)        |  |    |              |              |              |  |               |               |               |   |

### Čtvrtfinále
| 2. ledna 2019 | Švédsko | 0:2 (0:1, 0:1, 0:0) | Švýcarsko | Save-On-Foods Memorial Centre |  |

| Report |

| 2. ledna 2019 | Kanada | 1:2 PP (0:0, 1:0, 0:1, 0:1) | Finsko | Rogers Arena |  |

| Report |

| 2. ledna 2019 | USA | 3:1 (1:0, 1:0, 1:1) | Česko | Save-On-Foods Memorial Centre |  |

| Report |

| 2. ledna 2019 | Rusko | 8:3 (4:0, 3:0, 1:3) | Slovensko | Rogers Arena |  |

| Report |

### Semifinále
| 4. ledna 2019 | Rusko | 1:2 (0:1, 1:1, 0:0) | USA | Rogers Arena |  |

| Report |

| 4. ledna 2019 | Finsko | 6:1 (4:1, 0:0, 0:0) | Švýcarsko | Rogers Arena |  |

| Report |

### Zápas o 3. místo
| 5. ledna 2019 | Rusko | 5:2 (2:0, 1:2, 2:0) | Švýcarsko | Rogers Arena |  |

| Report |

### Finále
| 5. ledna 2019 | USA | 2:3 (0:0, 0:1, 2:2) | Finsko | Rogers Arena |  |

| Report |

## Turnajová ocenění

### Nejužitečnější hráč
Ryan Poehling

### All-star tým
- Brankář:  Ukko-Pekka Luukkonen
- Obránci:  Erik Brännström,  Alexandr Romanov
- Útočníci:  Ryan Poehling,  Philipp Kurashev ,  Grigorij Děnisenko

### Nejlepší hráči podle direktoriátu IIHF
- Brankář:  Pjotr Kočetkov
- Obránce:  Alexandr Romanov
- Útočník:  Ryan Poehling

## Statistiky

### Kanadské bodování
Toto je pořadí hráčů podle dosažených bodů, za jeden vstřelený gól nebo přihrávku na gól získal hráč jeden bod.
| Poř. | Hráč                 | Tým        | Z | G | A | B | TM | +/- |
| ---- | -------------------- | ---------- | - | - | - | - | -- | --- |
| 1.   | Grigorij Děnisenko   | Rusko      | 7 | 4 | 5 | 9 | 4  | +3  |
| 2.   | Aleksi Heponiemi     | Finsko     | 7 | 3 | 6 | 9 | 4  | +7  |
| 3.   | Artur Gatiyatov      | Kazachstán | 6 | 5 | 3 | 8 | 0  | 0   |
| 4.   | Ryan Poehling        | USA        | 7 | 5 | 3 | 8 | 2  | +5  |
| 5.   | Morgan Frost         | Kanada     | 5 | 4 | 4 | 8 | 12 | +8  |
| 6.   | Alexandr Romanov     | Rusko      | 7 | 1 | 7 | 8 | 0  | +12 |
| 7.   | Philipp Kurashev     | Švýcarsko  | 7 | 6 | 1 | 7 | 4  | -5  |
| 8.   | Kirill Slepec        | Rusko      | 7 | 5 | 2 | 7 | 4  | +7  |
| 9.   | Alexander Chmelevski | USA        | 7 | 4 | 3 | 7 | 2  | 0   |
| 10.  | Aarne Talvitie       | Finsko     | 7 | 4 | 3 | 7 | 14 | +9  |

Záp. = Odehrané zápasy; G = Góly; A = Přihrávky na gól; B = Kanadské body; TM = Počet trestných minut; +/− = Plus/Minus

### Hodnocení brankářů
Pořadí nejlepších pěti brankářů na mistrovství podle úspěšnosti zásahů v procentech, brankář musel mít odehráno minimálně 40% hrací doby za svůj tým.
- S minimálně 40 % odchytanými minutami svého týmu.

| Poř | Hráč                 | Země   | Čas    | OG | POG  | Úsp%  | ČK |
| --- | -------------------- | ------ | ------ | -- | ---- | ----- | -- |
| 1   | Lukáš Dostál         | Česko  | 239:10 | 5  | 1.25 | 95.65 | 1  |
| 2   | Pjotr Kočetkov       | Rusko  | 290:31 | 7  | 1.45 | 95.30 | 0  |
| 3   | Michael DiPietro     | Kanada | 243:16 | 5  | 1.23 | 95.15 | 1  |
| 4   | Cayden Primeau       | USA    | 298:55 | 8  | 1.61 | 93.65 | 0  |
| 5   | Ukko-Pekka Luukkonen | Finsko | 367:16 | 11 | 1.8  | 93.21 | 0  |

Záp. = Odchytané zápasy; Čas = Čas na ledě (minuty); OG = Obdržené góly; POG = Průměr obdržených gólů na zápas; Úsp% = Procento úspěšných zásahů; ČK = Čistá konta

## Soupisky

### Soupiska českého týmu
- Hlavní trenér: Václav Varaďa
- Asistent trenéra: Patrik Eliáš, Radek Jirátko, Aleš Krátoška

| Číslo | Post | Hráč            | Klub                             |
| ----- | ---- | --------------- | -------------------------------- |
| 2     | B    | Lukáš Dostál    | SK Horácká Slavia Třebíč         |
| 1     | B    | Jakub Škarek    | Pelicans Lahti                   |
| 30    | B    | Jiří Patera     | Brandon Wheat Kings (WHL)        |
| 9     | O    | Michael Gaspar  | HC Stadion Litoměřice            |
| 7     | O    | David Kvasnička | HC Stadion Litoměřice            |
| 10    | O    | Jakub Galvas    | HC Olomouc                       |
| 22    | O    | Dalimil Mikyska | SK Horácká Slavia Třebíč         |
| 23    | O    | Daniel Bukač    | Niagara IceDogs (OHL)            |
| 11    | O    | Filip Král      | Spokane Chiefs (WHL)             |
| 21    | O    | Radim Šalda     | Rimouski Océanic (QMJHL)         |
| 14    | Ú    | Jan Jeník       | Bílí Tygři Liberec               |
| 13    | Ú    | Jan Hladonik    | HC Oceláři Třinec                |
| 17    | Ú    | Ondřej Machala  | HC Dynamo Pardubice              |
| 28    | Ú    | Karel Plášek    | HC Kometa Brno                   |
| 25    | Ú    | Jakub Pour      | HC Stadion Litoměřice            |
| 26    | Ú    | Kryštof Hrabík  | Tri-City Americans (WHL)         |
| 16    | Ú    | Martin Kaut     | Colorado Eagles (AHL)            |
| 12    | Ú    | Jan Kern        | Omaha Lancers (USHL)             |
| 29    | Ú    | Jáchym Kondelík | University of Connecticut (NCAA) |
| 15    | Ú    | Jakub Lauko     | Rouyn-Noranda Huskies (QMJHL)    |
| 18    | Ú    | Martin Nečas    | Charlotte Checkers (AHL)         |
| 5     | Ú    | Matěj Pekař     | Barrie Colts (OHL)               |
| 19    | Ú    | Filip Zadina    | Grand Rapids Griffins (AHL)      |

Zdroj: hokej.idnes.cz: Z nominace české dvacítky před MS vypadli Haš, Zábranský a Blümel (12/2018)